# Game Over (Noyz Narcos)
Game Over è un singolo del rapper italiano Noyz Narcos, il primo estratto dal quarto album in studio Monster e pubblicato il 23 maggio 2012.

## Video musicale
Il videoclip con regia di Mauro Russo, con la durata di 6:02 minuti è una specie di cortometraggio horror avendo anche parti non parlate.

## Tracce
1. Game Over – 2:59